# ذا مونكيز
المونكيز  أو  ذا مونكيز (بالإنجليزية: The Monkees)‏ كان مسلسل أمريكي كوميدي تم بث الحلقات على إن بي سي من عام 1966 إلى 1968 م. تدور أحداث المسلسل عن مغامرة أربعة شبان (المونكيز) يبحثون عن الشهرة كفرقة لروك آند رول وفي كل حلقة تقع الأحداث الكوميدية عندما يواجهون الأشرار. كانت الأفلام الموسيقية كموجة جديدة في عالم السينما وقدمها المونكير كسلسلة تلفزيونية، فاز بجائزتي إيمي في عام 1967م. انتهى المسلسل في عيد العمال عام 1968م في نهاية موسمة الثاني. وتم إحياء المسلسل في الثمانينيات، بعد أن بثت قناة إم تي في البرنامج في عام 1986م بمناسبة الذكرى السنوية العشرين للفرقة.

## نظرة عامة
ركزت السلسلة على مغامرات المونكيز، فرقة الروك المتعثرة من لوس أنجلوس، كاليفورنيا والتي تتكون من ميكي ودايفي ومايكل وبيتر. تم توفير العناصر الكوميدية للقصة من خلال المواجهات الغريبة والسريعة في أغلب الأحيان التي تقوم بها الفرقة أثناء البحث عن الشهرة.
| الموسم | الموسم | عدد الحلقات | تاريخ البث الأصلي  | تاريخ البث الأصلي  |
| الموسم | الموسم | عدد الحلقات | تاريخ بداية الموسم | تاريخ نهاية الموسم |
| ------ | ------ | ----------- | ------------------ | ------------------ |
|        | 1      | 32          | 12 سبتمبر 1966     | 11 سبتمبر 1967     |
|        | 2      | 26          | 18 سبتمبر 1968     | 25 مارس 1968       |

## الإنتاج

### البداية واختيار الممثلين
في أوائل الستينيات، كان صانعي الأفلام الطموحين بوب رافلسون وبيرت شنايدر قد اسسوا شركة رايبيرت للإنتاج وكانوا يحاولون على اللإقدام في باب هوليوود. استلهموا فكرتهم من فيلم فرقة البيتلز آ هارد دايز نايت وقرروا تطويره لمسلسل تلفزيوني حول فرقة روك أند رول.  باعت رايبيرت الفكرة لشركة سكرين قيمز في أبريل،1965، انتهى بول مازورسكي ولاري تاكر من تجربة السيناريو بحلول شهر أغسطس بعنوان «القرود». قال رافيلسون أنه كان لديه فكرة عن مسلسل تلفزيوني حول فرقة موسيقية في وقت مبكر من عام 1960، ولكنه واجه صعوبة في اجاد ممثلين حتى عام 1965، وفي ذلك الوقت كانت موسيقى الروك أند رول مترسخة في ثقافة البوب.
نشرت منشورات تجارية دايلي فاريتي وهوليوود ريبورتر إعلانًا في 8 سبتمبر 1965 يبحثان عن «موسيقيين بوب وروك آند رول وممثلين للتمثيل للمسلسل التلفزيوني الجديد». حضر ما يقارب 400 من المهتمين الذين قاموا بالتقديم للدور ليكونوا واحداً من «الأولاد الأربعة المجانين»  تم إعادة أربعة عشر ممثلاً من مجموعة اختبار السمع للاختبارات على الشاشة  واختار رايبرت آخر أربع مقاطع من بحث الجمهور.  
- كان لدى ميكي دولنز -ابن الممثل السينمائي جورج دولنز- تجربة سينامائية سابقة تحت اسم «ميكي برادوك» كنجم لفيلم فتى السيرك عندما كان في العاشرة من عمره في الخمسينيات. وقد كان يمارس اختبارًا فعليًا للاداء في ذلك الوقت وأخبره وكيله عن مشروع رايبرت.

- وكان الإنجليزي دايفي جونز من الفرسان السابقين والذي حقق بعض النجاحات الأولية على المسرح الموسيقي، حيث ظهر في مسرحية أوليفر على برنامج إد سوليفان وعرضت الحلقة بنفس ليلة الظهور الأول لفريق البيتلز. ظهر في إنتاجات كولومبيا بيكتشرز وفي ملصق سجل كولبكس وقد تم تحديده مسبقًا كنجم محتمل لهذه السلسلة

- بينما اخترعت والدة فتى التكساس مايكل نسميث، بيت نسميث غراهام، سائلاً تصحيحيًا وأسست شركة ليكود الورق  [لغات أخرى]‏. كان قد قضى فترة قصيرة في سلاح الجو الأمريكي." وهو الوحيد من المونكيز الذي قرأ إعلان المجلة التجارية. جاء إلى الاختبار مع ملابس الغسيل خاصتة  وأعجب رافيلسون وشنايدر بأسلوبه المسترخي وروح الدعابة.  كما كان يرتدي قبعة صوفية لإبعاد شعره عن عينيه عندما ركب دراجته النارية،[6] وقد لُقب باسم "قبعة الصوف". بقيت القبعة جزءًا من ملابس نسميث، لكن الاسم أسقط بعد تجربة الاداء.

- أوصى بيتر تورك إلى رافيلسون وشنايدر من قبل صديقه ستيفن ستيلز في الاختبار.  كان تورك أحد المحترفين الماهرين الذين قاموا بالعزف في العديد من النوادي الشعبية في قرية غرينتش قبل أن ينتقل مع عائلته إلى الغرب، حيث كان يعمل سائق حافلة.

### النشأة

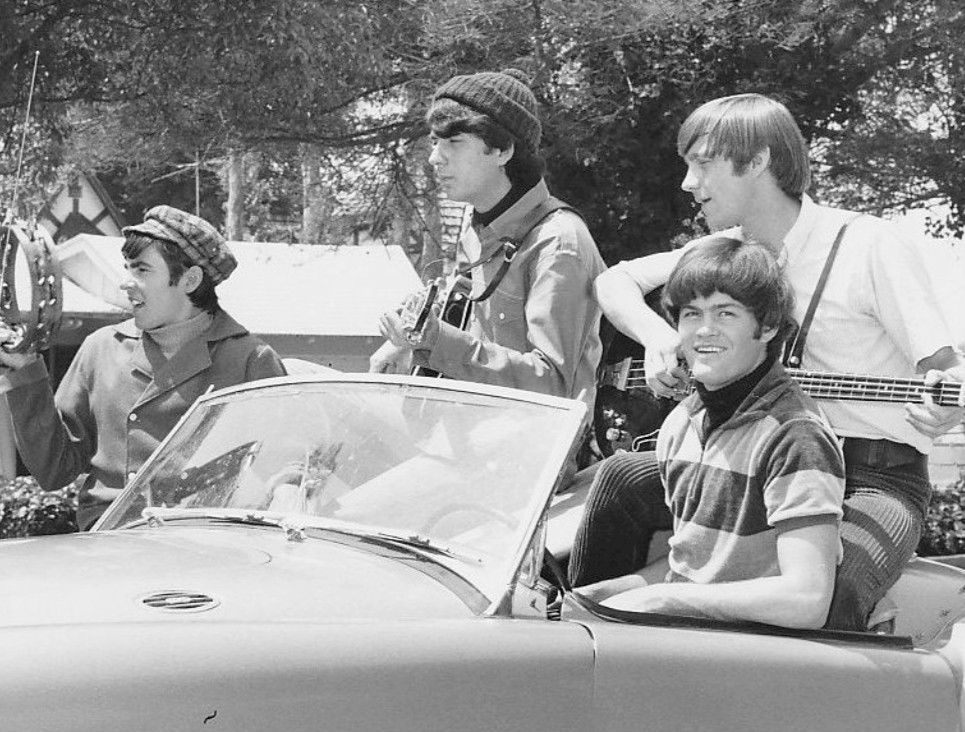
المونكيز في عام 1967

أراد رافيلسون وشنايدر أسلوب السلسلة لتعكس تقنيات الأفلام الطليعية - مثل الارتجال، والمقاطع السريعة، ومقاطع القفزات، وكسر الجدار الرابع والتي كانت رائدة من قبل المخرجين السينمائيين الأوروبيين آنذاك. تحتوي كل حلقة على «حفلة» موسيقية واحدة على الأقل قد لا تكون لها علاقة بالقصة. كما أنهم كانوا يؤمنون بشدة بقدرة البرنامج على جذب الشباب.
استأجر رافلسون وشنايدر المخرج المبتدئ جيمس فراولي لتعليم الممثلين الأربعة الكوميديا الارتجالية. أعطيت كل واحدة من الأربعة شخصيات مختلفة للتصوير: دولنز لعب دور الشخص المضحك، نسميث الذكي والجاد، تورك الساذج، وجونز اللطيف. كانت شخصياتهم تعتمد بشكل كبير على شخصياتهم الحقيقية، باستثناء تورك الذي كان في الواقع مثقفًا هادئًا. كان للشخصيات الحقيقية الكثير من القواسم المشتركة مع شخصيات البيتلز، تمثيل دولنز لجنون جون لينون، حيث أثّر نسميث على جاذبية جورج هاريسون، وتورك غريب الأطوار مثل رينغو ستار، وجونز الوسيم مثل بول مكارتني.
تم تصوير حلقة تجريبية في سان دييغو ولوس أنجلوس بميزانية صغيرة. وكانت نتيجة اختبارات الجمهور الأولية (التي كانت رائدة في ذلك الوقت) سلبية جدًا. ثم قام رافيلسون بإعادة تحرير الاداء وشمل اختبارات مصورة، وقدّم أفضل ممثل بين أعضاء الفرقة للمشاهدين. (كان الفضل لدولنز في هذا الاختبار) تم إعادة اختبار الاداء وكانت النتيجة جيدة للغاية حيث أن إن بي سي طلبت موسمين من المسلسل. (تم بث الاداء التجريبي لجونز ونسميث في الحلقة العاشرة من الموسم الأول).

### التصوير
ظهر المونكيز لأول مرة في 12 سبتمبر 1966، على شبكة التلفزيون إن بي سي. رعى المسلسل في أسابيع متبادلة من قبل كلوقز وياردلي.
تم تصوير البرنامج من قبل شركة سكرين قيمز، وتم استخدام العديد من الأشياء في فيلم المهرجون الثلاثة في مسلسل المونكيز أيضاً: زوجان من البيجاما مع تصميم وجه أرنب في المقدمة والسراويل القصيرة.
نظرًا لطبيعة المسلسل المكتوبة بطريقة حرّة، فإن بعض الحلقات كانت قصيرة جدًا بالنسبة إلى العرض. قرر المنتجون أن يملؤوا الدقائق الباقية بـ «الإضافات» المختلفة، بما في ذلك اختبارات الاداء الأصلية للمونكيز والمقابلات الصريحة مع المجموعة. عادة ما تستمر هذه المقابلات لدقيقة واحدة، ومن هنا جاءت النكتة المتكررة: «نحن قصيرون كالمعتاد»، على الرغم من أن حلقة «أعثر على المونكيز» ظهرت المقابلة لمدة ثلاث دقائق والتي أعطى فيها المونكيز آراءهم حول أعمال الشغب في الآونة الأخيرة. على الرغم من أن الحلقات الأولى احتوت على مسار الضحك، كانت معظم حلقات الموسم الثاني خالية من الضحك. وذكرت شبكة إن بي سي في وقت لاحق أن ذلك كان أحد أسباب إلغاء المسلسل.

### الموسيقى
شارة البداية للمسلسل «بداية من المونكيز» هي واحدة من أكثر الأغاني شهرة في الفرقة. والجزء الذي يذكر فيه «نحن جيل الشباب، ولدينا ما نقوله» عكست ثقافة شباب الستينيات الجديدة ورغبتهم في إعطاء آرائهم الخاصة حول الأحداث العالمية واختيار كيفية عيش حياتهم الخاصة بدلا من الالتزام بالتقاليد ومعتقدات أسلافهم.[بحاجة لمصدر]

## حقائق المسلسل
أقام المونكيز في منزل شاطئي من طابقين. اختلف العنوان لأكثر من مره في حلقات مختلفة.
- عنوان 1334 حي الشاطئ. في حلقة «جيرانكم الودودون خاطفون»
- عنوان 1424 ماليبو كاليف. في حلقة “الكثير من الفتيات"
- عنوان 1438 شمال حي الشاطئ، وفقًا لوصف دايفي في حلقة «قضية المونكي المفقود»
- عنوان 1334 طريق شمال حي الشاطئ، هوليوود، كاليفورنيا في رسالة التيليغرام من فيلم «هيد».

كان الجزء الأمامي من الطابق الأول عبارة عن غرفة معيشة وغرفة طعام ومطبخ. وفي الخلف، يطل المكان على المحيط الهادي، وهي عبارة نوافذ كبيرة ممتدة من الأرض إلى السقف، حيث احتفظ المونكيز في تلك البقعة بآلاتهم الموسيقية وتعلموا أغانيهم فيها. كانت الجدران مغطاة بمختلف أنواع العلامات والملصقات، مثل علامة «المال أصل كل الشر» بالقرب من المطبخ، وعلامة «أغسل يديك» فوق حوض المطبخ، وعلامة «في حالة وجود حريق، اهرب» مع وجود سهم يشير إلى مطفأة حريق بالقرب من الباب الأمامي. كان هناك أيضا بابان في منطقة المطبخ. واحدة تؤدي إلى الحمام، والآخرى لغرفة نوم دايفي وبيتر. اما الطابق الثاني يوجد درج حلزوني بالقرب من الباب الأمامي يتألف فقط من غرفة نوم ميكي ومايك. بينما في الموسم الثاني، كانت غرفة النوم في الطابق العلوي ملكاً لجميع المونكيز الأربعة. وكان «شنايدر» (الدمية المتكلمة)، مقيماً مع المونكيز، وهو عارض أزياء يقوم بإعطاء المشورة الفلسفية، ويقوم بالتحدث عند سحب سلكه. تم اختيار اسم السيد شنايدر على اسم المنتج بيرت شنايدر.

## مونكي موبايل

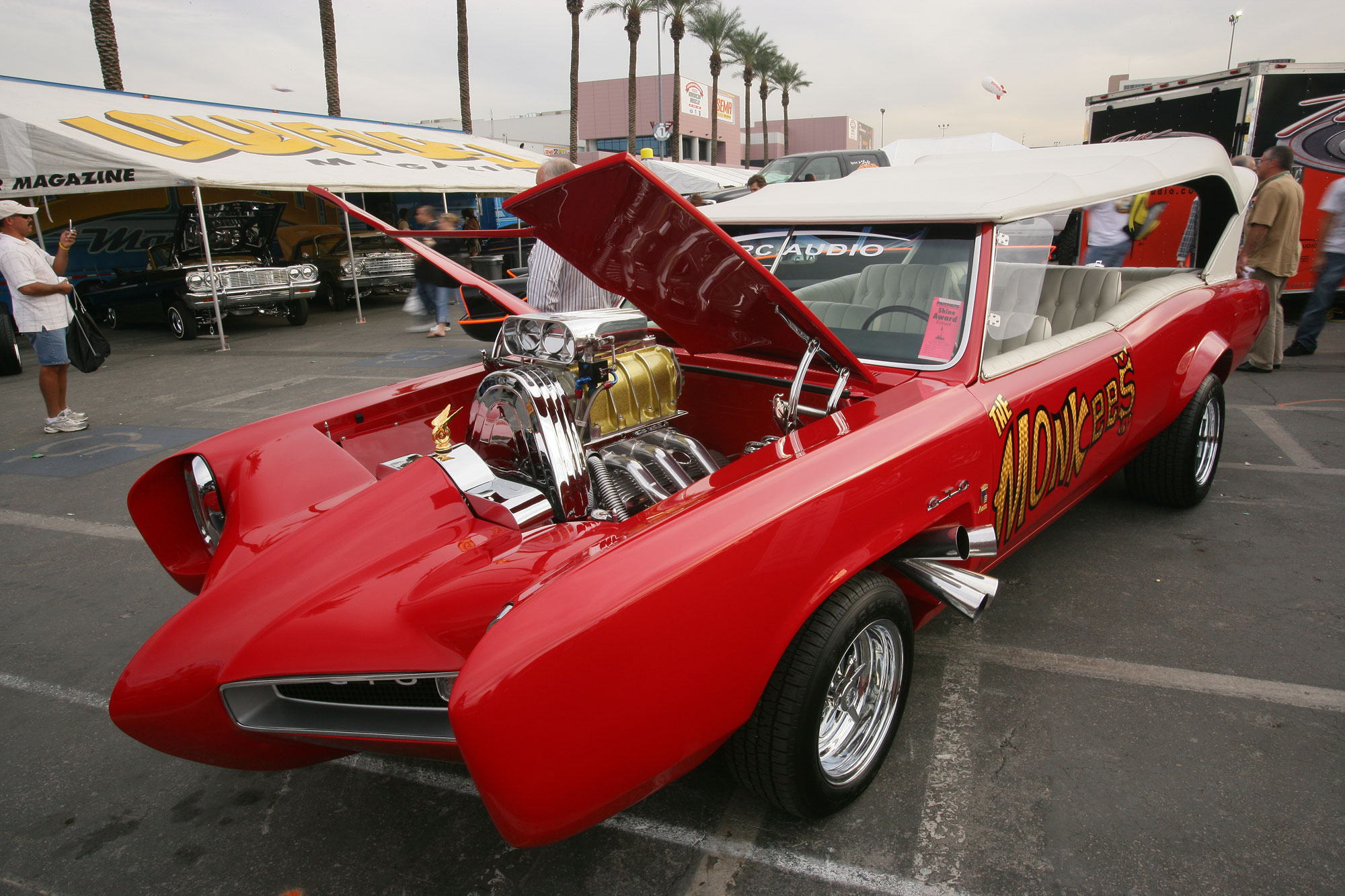

سيارة مونكي موبايل  بونتياك جي تي أو تم تعديلها وتصميمها وبنائها من المصمم دين جيفريز ‏. تميزت كونها سيارة مكشوفة، مطلية باللون الأحمر، وتحمل شعار المونكيز في الجانب الأيمن والتي تميل إلى الأمام من قطعتي زجاج ثنائية، تم تعديل لوحات خلفية الربع والمصدات الأمامية، والمصابيح، تحتوي على مجموعة من أربعة مقاعد مع الصف الثالث ومقعد إضافي، ومظلة باراشوت وشعار جي تي أو من الأمام.

## الترشيحات والجوائز
فاز مسلسل المونكيز بجائزتي إيمي في عام 1967: كأفضل مسلسل كوميدي بارز والإنجاز الإداري البارز في الكوميديا للمخرج (جيمس فراولي). تم ترشيح فراولي لنفس الجائزة في الموسم التالي. واعتبر الفوز من أجل مسلسل كوميدي نوعا ما أمر مفاجئ، لأنه تفوق على كلاً من بيويتشيد، وهوجانز هيروز.

## الترويج
عرض مسلسل المونكيز في المساء على سي بي اس من سبتمبر 1969 إلى سبتمبر 1972، وعلى أي بي سي من 1972 إلى 1973. وعرض على محطات التلفزيون المستقلة في فترة ما بعد الظهر خلال أيام الأسبوع.
و العودة الضخمة عند بث ماراثون المونكيز في 23 فبراير 1986 على إم تي في، وفي غضون أشهر، تم بث جميع الـ58 حلقة في جميع أنحاء الولايات المتحدة على المحطات المحلية. وتم عرضها أيضاً على قناة نيكلوديون. وكذلك على موتش ميوزك. انتقل دولنز وتورك وجونز، الذي تم جمع شملهم من أجل «جولة الذكرى السنوية العشرين»، من الاداء في النوادي الصغيرة إلى الملاعب أثناء عرض المسلسل، وجذبت الجولة إشادة بالغة الأهمية. أدت شعبية ام تي في إلى إنشاء «إعادة المسلسل» في عام 1987 باسم نيو مونكيز، لكن تم إلغاؤه بعد نصف الموسم.
بث البرنامج أيضاً على قناة انتينا تي في ‏، وهي شبكة فرعية رقمية تبث برامج كلاسيكية من حقبة الخمسينيات إلى التسعينيات كما تم إعادة عرض المسلسل في قناة الأفلام المستقلة، في ربيع عام 2015. وبدأت اف اي تي في، في بث المسلسل في ديسمبر من عام 2017. وفي عام 2018، أيضاً بدأت محطة سي اتش سي اتش الكندية الكبرى بعرض المسلسل.

## التأثير
كان العرض التلفزيوني ميامي 7 ‏، الذي ظهر لأول مرة في فرقة البوب اس كلوب 7 في بريطانيا في التسعينات، مشابهاً للغاية بالمونكيز. قامت نيكلوديون بعرض مسلسل باسم «بيغ تايم روش ‏» والذي اتبع نفس التنسيق والمقدمة الأساسية، وصرح منتجوا البرنامج بأن المونكيز كانوا مصدر إلهامهم الأساسي
وقال دولنز في مقابلة عام 2007 في البرنامج الإذاعيرو كون ‏، في حين أن الإلهام قد جاء من فريق البيتلز، لكن لم يكن المقصود منافستهم. حيث قال إن فريق البيتلز كان دائماً يظهر على أنهم نجوم رائعين ويمتلكون الكثير من المعجبين المهووسين، في حين كان يظهر المونكيز دائمًا على أنهم يكافحون من أجل الشهرة. وقد انعكس ما قاله في معظم الحلقات، فمثلاً عندما كان يلقي مايك نسميث السهام على ملصق البيتلز بينما يتحدث مع دايفي جونز في الحلقة «ها قد جاء المونكيز»، وأيضاً في الحلقة التجريبية عندما يسأل المونكيز «مالذي يمكله فريق البيتلز ولا نمكله؟ وبعدها يجيبون معاً بثلاثة عشر مليون دولار!».

## وسائل الإعلام المنزلية
تم توزيع ستة مجلدات في إتش إس من المسلسل التلفزيوني من قبل شركة كولومبيا بيكتشرز في الفترة ما بين 15 يوليو 1986 و 25 يونيو 1987، بمناسبة الذكرى السنوية العشرين للفرقة.
وفي 17 أكتوبر 1995، مع اقتراب حلول الذكرى السنوية الثلاثين للمونكيز، أصدرت رينو هوم فيديو السلسلة الكاملة كمجموعة في أشرطة فيديو فاخرة، تحتوي على جميع الحلقات الـ 58، بالإضافة إلى إجمالي 21 شريط فيديو، بالإضافة إلى كتاب صور ملون بالكامل ويحكي تاريخ المسلسل ومعلومات كل حلقة ومجموعة متنوعة من الصور الفوتوغرافية من السلسلة. وشملت مقاطع لم يتم بثها للفرقة، أيضًا ساعة يد محدودة الإصدار.
أصدرت رينو لاحقاً مجلدات أشرطة فيديو فردية من حلقات المسلسل التلفزيوني بين 26 مارس 1996 و 11 أبريل 2000. وبهذا كانت المرة الأخيرة التي يتم فيها توزيع مسلسل المونكيز على شريط فيديو.
في مايو ونوفمبر 2003، أصدرت رينو هوم فيديو أول موسمين من المسلسل التلفزيوني الأصلي على أقراص دي في دي للمرة الأولى. تم إصدار كل من الموسمين الأول والثاني بشكل منفصل، وستة أقراص فيديو رقمية للموسمين الأول وخمسة أقراص فيديو رقمية للموسم الثاني. وتم إعادة إصدارها في 27 سبتمبر 2011.
وتكريماً للذكرى السنوية الخمسين للمونكيز، أصدرت رينو السلسلة الكاملة على أقراص بلو راي وتم إعادة تقنية الصوت والصورة بجودة عالية الوضوح لأول مرة في 8 يوليو 2016.

## وصلات خارجية
- مقالات تستعمل روابط فنية بلا صلة مع ويكي بيانات
- قالب:Epguidesepguides.com
- The Monkees Film & TV Vault
- Season Two episode reviews at The Anorak Zone